# Fokker V.39

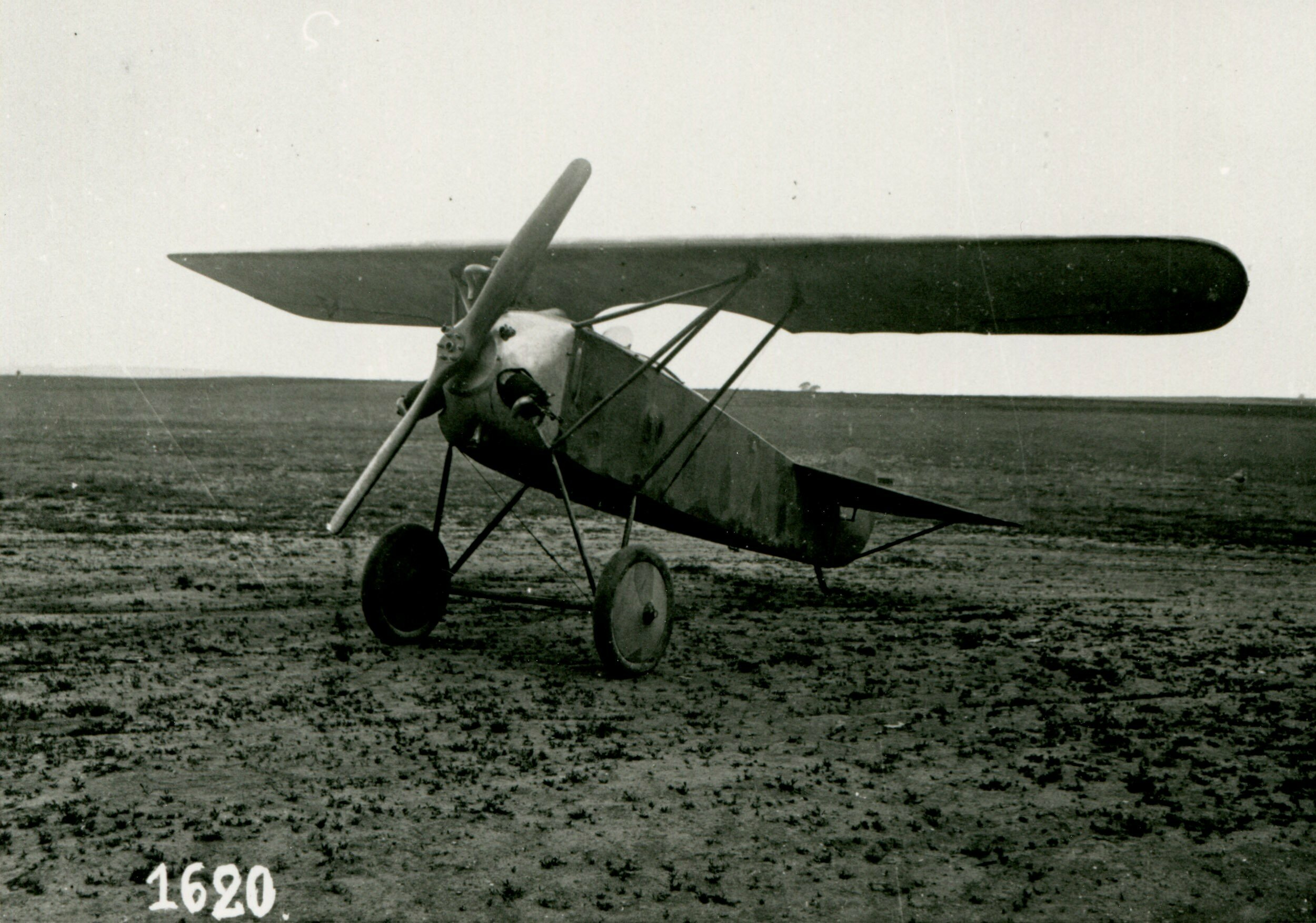
Fokker V, modelo 40.

El Fokker V.39 fue un prototipo de avión deportivo construido por Fokker poco después de la Primera Guerra Mundial, basado en una versión reducida del diseño del caza Fokker D.VIII y impulsado por un motor Le Rhône de 82 kW (110 CV).
Una versión aún más pequeña y liviana fue construida como el Fokker V.40, impulsada por un motor Anzani de 26 kW (35 hp). Ni el V.39 ni el V.40 entraron en producción.